# Moyogalpa
Moyogalpa è un comune del Nicaragua facente parte del dipartimento di Rivas.